# Love and Death (mini-série)
Pour les articles homonymes, voir Love and Death.
Love and Death est une mini-série policière américaine, réalisée par Lesli Linka Glatter et écrite par David E. Kelley. Sa première diffusion est prévue pour 2023 sur HBO Max. Elle a été diffusée sur Canal + en fin d’année 2023.
La série est l'adaptation de l'histoire de Candy Montgomery.

## Synopsis
En 1980, Candy Montgomery, une femme au foyer de Wylie au Texas, assassine son amie Betty Gore à la hache,.

## Distribution

### Acteurs principaux
- Elizabeth Olsen (VF : Marie Chevalot) : Candy Montgomery
- Jesse Plemons (VF : Christophe Lemoine) : Allan Gore
- Lily Rabe (VF : Hélène Bizot) : Betty Gore
- Patrick Fugit (VF : Julien Sibre) : Pat Montgomery
- Krysten Ritter (VF : Elsa Davoine) : Sherry Cleckler
- Tom Pelphrey : Don Crowder
- Elizabeth Marvel : Jackie Ponder
- Keir Gilchrist (VF : Maxime Baudouin) : Ron Adams

### Acteurs secondaires
- Amelie Dallimore : Jenny Montgomery
- Liam Pileggi : Ian Montgomery
- Harper Heath : Alisa Gore
- Olivia Applegate : Carol Crowder
- Jennifer Neala Page : Betty Huffhines
- Kira Pozehl : Elaine Williams
- Bonnie Gayle Sparks (VF : Julia Dorval) : Jo Ann Garlington
- Aaron Jay Rome (VF : Gilles Sallé) : Richard Garlington
- Sara Burke : Barbara Green
- Richard C. Jones : Tom Cleckler
- Matthew Posey : Bob Pomeroy

### Invités
- Beth Broderick : Bertha Pomeroy
- Fabiola Andújar : Mary Adams
- Brian d'Arcy James (VF : Mathieu Buscatto) : Dr Fred Fason
- Mackenzie Astin (en) (VF : Vincent Ropion) : Tom O'Connell
- Bruce McGill : le juge Tom Ryan
- Robert Walden : Dr Irving Stone
- Brad Leland (en) : le chef Royce Abbott

 Source et légende : version française (VF) sur RS Doublage et cartons télévisés du doublage français.

## Production

### Développement
En mai 2021, HBO Max annonce avoir donné son feu vert à la mini-série avec Elizabeth Olsen dans le rôle principal, Jesse Plemons  rejoint le casting plus tard dans le mois. En juin, Patrick Fugit a été ajouté au casting, Lily Rabe, Keir Gilchrist, Elizabeth Marvel, Tom Pelphrey et Krysten Ritter ont rejoint la distribution les mois qui suivent,,.

### Tournage
Le tournage s'est principalement déroulé dans l’État du Texas, à Kyle – ainsi qu'à Austin et ses environs, notamment à La Grange, Coupland, Georgetown, Hutto, Seguin, Kerrville, Lockhart, Killeen, Smithville et San Marcos. Il a commencé le 27 septembre 2021 et s'est terminé le 7 avril 2022. 

## Épisodes
1. La Chasseresse (The Huntress)
2. Vivre et aimer (Encounters)
3. Tremplin (Stepping Stone)
4. Tu ne tueras point (Do No Evil)
5. L'Arrestation (The Arrest)
6. Du grand spectacle (The Big Top)
7. Chut ! (Sssshh)

## Distinction

### Nomination
- Golden Globes 2024 : Meilleure actrice dans une mini-série ou un téléfilm pour Elizabeth Olsen